# Frederick A. de Armas

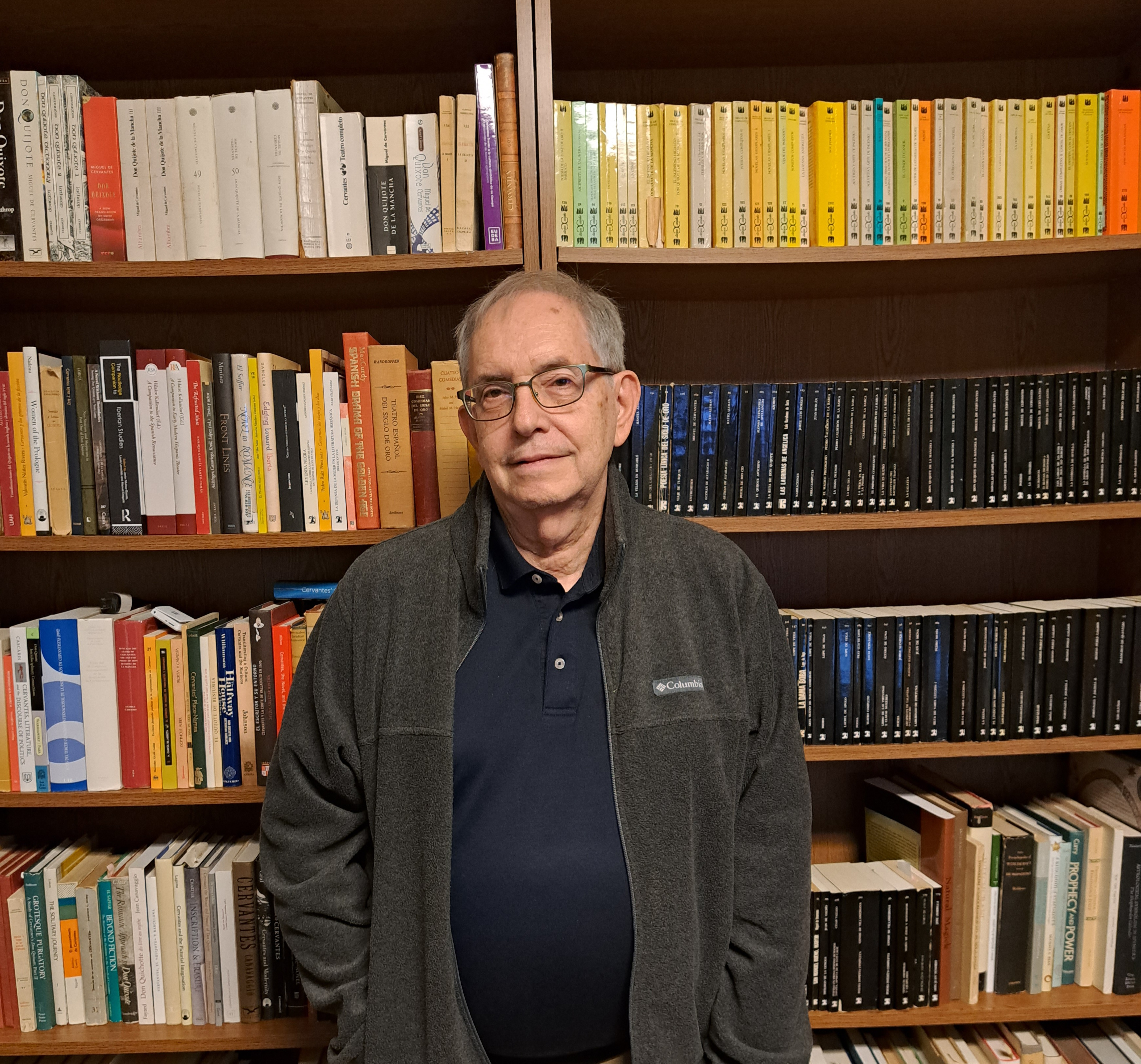
Frederick A. de Armas en noviembre de 2023

Frederick A. de Armas (La Habana, 1948) catedrático de literatura en la Universidad de Chicago, donde ocupa la plaza de Profesor de Humanidades Andrew W. Mellon, y donde ejerce como Profesor de Español y Literatura Comparada. También ha servido como Jefe del Departamento de Lenguas y Literaturas Romance (2006-2009: 2010-2012).

## Trayectoria académica
Cursó las primeras letras en el Colegio de La Salle. Cuando sus padres emigraron a Francia, fue internado en el Colegio Le Rosey, en Suiza. De Armas obtuvo su doctorado (Ph.D.) en Literatura Comparada por la Universidad de Carolina del Norte en Chapel Hill (1969), y ha desarrollado su labor docente en la Universidad Estatal de Luisiana (1969-1988), Universidad Estatal de Pensilvania (donde ocupó la plaza de Professor de Español y Literatura Comparada Edwin Erle Sparks) (1988-2000) y ha sido profesor visitante en la Universidad Duke (1994). Ha servido como Vicepresidente y Presidente de la Asociación Americana de Cervantistas (Cervantes Society of America) (2003-2009). También ha servido como Presidente de AISO, Asociación Internacional Siglo de Oro (2015-2017).
Las publicaciones de Frederick de Armas se enfocan en la literatura y la cultura españolas de la primera o temprana modernidad, a menudo desde una perspectiva comparativa. Sus intereses incluyen la política astrológica, la magia y tradición Hermética, la écfrasis, la cultura visual y verbal, etc. Sus primeros libros demuestran gran interés por la relación entre mitología y literatura, entre los clásicos grecorromanos y las obras del Siglo de Oro. Estos incluyen: La amante invisible: aspectos de feminismo y fantasía en la edad de oro (The invisible Mistress: Aspects of Feminism and Fantasy in the Golden Age, 1976), el cual contiene algunas de las primeras menciones del proto-feminismo en la España de la primera modernidad, y El retorno de Astrea: mito, astrología e imperio en Calderón (The Return of Astrea: An Astral-Imperial Myth in Calderón, 1986), uno de los primeros estudios que se enfocan en Calderón desde una perspectiva histórica. Por ejemplo, interpreta la figura de Circe en una de las obras de Calderón como una crítica de las políticas del ministro de Felipe IV de España, el Conde Duque de Olivares. Por otro lado, Astrea (mitología) es en muchos casos una figura que sirve para alabar el régimen. Su interés por el teatro del Siglo de Oro le ha llevado a publicar varias colecciones de libros: El príncipe en la torre: percepciones de “La vida es sueño” (The Prince in the Tower: Perceptions of "La vida es sueño," 1993), Cuerpos celestiales: las esferas de “La estrella de Sevilla” (Heavenly Bodies: The Realms of “La estrella de Sevilla,” 1996) y Una época amenazada por las estrellas: El mito en el teatro aurisecular (A Star-Crossed Golden Age: Myth and the Spanish Comedia, 1998).
Uno de los intereses principales a través de su carrera ha sido la relación entre lo verbal y lo visual en la literatura española de la modernidad temprana y el arte italiano. En años recientes, este ha sido el tema central de su investigación, como demuestra el libro Cervantes, Rafael y los clásicos (Cervantes, Raphael and the Classics, 1998). Este estudio se enfoca en la tragedia más famosa de Cervantes, La Numancia, mostrando cómo establece una conversación con los autores clásicos de Grecia y Roma, especialmente por medio de interpretaciones de la antigüedad presentadas por el artista Rafael Sanzio. Este libro fue seguido de las colecciones Escribiendo para los ojos en la edad de oro española (Writing for the Eyes in the Spanish Golden Age, 2004) y Écfrasis en la edad de Cervantes (Ekphrasis in the Age of Cervantes, 2005). En la introducción a esta última colección De Armas establece una tipología de la écfrasis que incluye definiciones de la écfrasis alusiva, coleccionista, descriptiva, dramática, interpolada, narrativa, figurativa y disimulada, así como de la meta-écfrasis y la ur-écfrasis. Aplica estos términos en su libro Frescos quijotescos. Cervantes y el arte italiano (Quixotic Frescoes. Cervantes and Italian Art, 2006). 
También ha coeditado una colección sobre la tragedia titulada Hacia la tragedia: Lecturas para un nuevo milenio (Madrid, 2008), y ha publicado un volumen editado, Ovidio en la edad de Cervantes (Ovid in the Age of Cervantes, 2010). Su libro, Don Quixote entre los Sarracenos (Don Quixote among the Saracens) recibió el premio PROSE Award for Literature (honorary mention) (2011). Una nueva edición en español, corregida y aumentada de El retorno de Astrea (2016) recoge los debates de los últimos 30 años sobre la crítica historicista y la crítica política en Calderón.
A partir de 2008, este crítico también se ha dedicado a estudiar la producción cultural del lado materno de su familia, escribiendo ensayos sobre Ana Galdós, Domingo Galdós y Benito Pérez Galdós.  Su novela El abra del Yumurí se basa en fragmentos escritos por su madre Ana Galdós y tiene lugar en Cuba en 1958, en los meses antes de la revolución. Su segunda novela trata de Cuba en 1959 y se titula Sinfonía Salvaje.